# 공주시의 지질

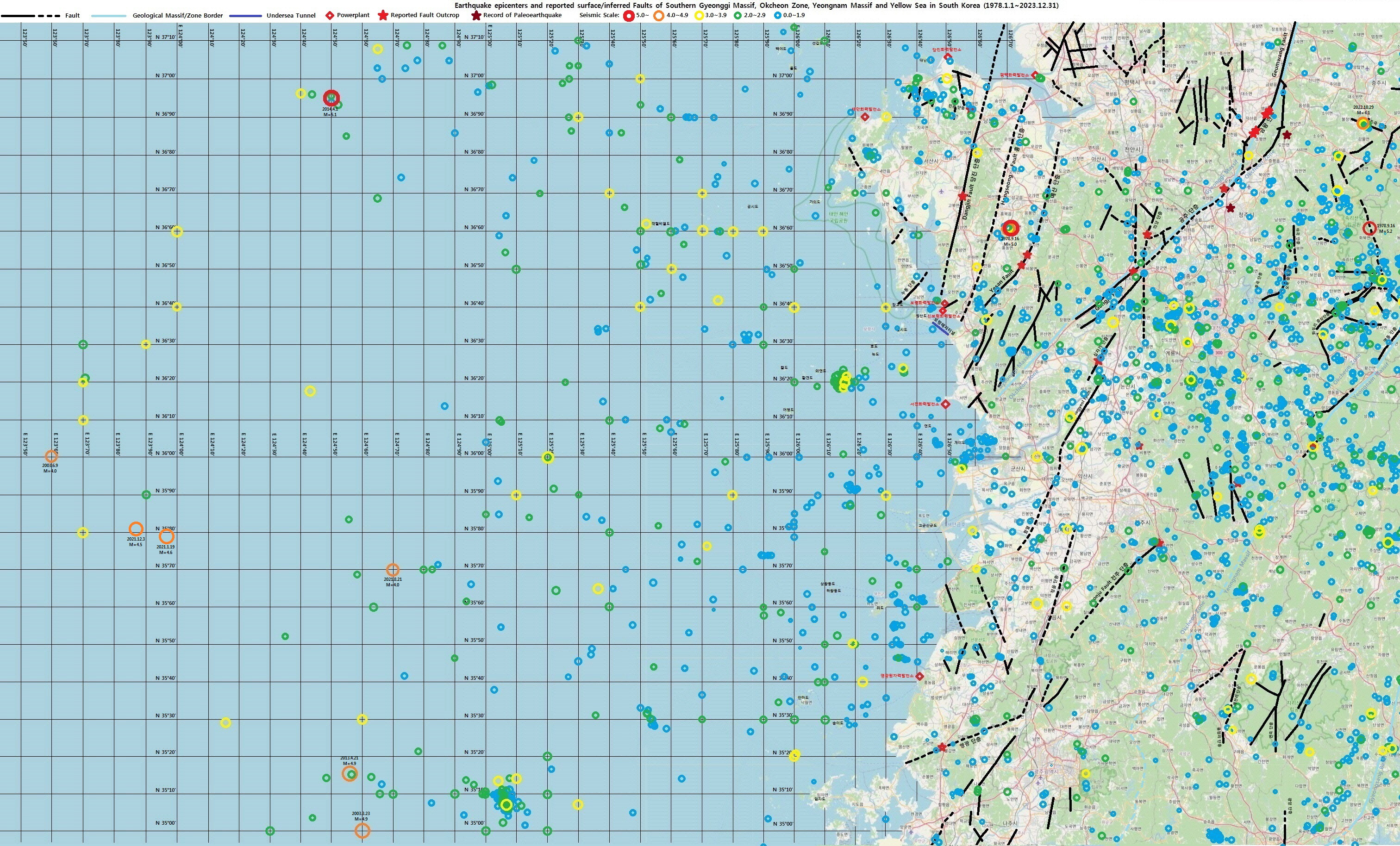
충청남도의 지진과 단층 및 공주 단층

본 문서에서는 충청남도 공주시의 지질 및 공주시를 지나는 공주 단층대에 대해 설명한다.

## 개요
공주시는 경기 육괴와 옥천 습곡대의 경계 지역에 위치하여 선캄브리아기의 변성암류와 중생대의 공주 분지 등이 분포한다.

## 선캄브리아기변성암
공주시 내 선캄브리아기의 변성암류는 호상편마암, 운모편암, 경기변성암복합체에 속하는 화강암질편마암, 반상변정편마암, 호상흑운모편마암 등으로 분류된다.

### 호상 편마암
호상편마암(PCEbgn; Precambrian gneiss, 縞狀片麻巖)은 금강 북서쪽 사곡면 일대에 넓게 분포하며, 공주 일대 지층의 기반을 이룬다. 호상편마암에는 소규모의 각섬편암과 운모편암이 협재되며 우성면 보흥리~동곡리 지역에서 시대 미상의 반상쇄설편마상화강암의 관입을 받았다. 엽리의 주향은 대체로 북동 35~40°이며 경사는 남동 50~70°이다. 흑운모와 녹니석(綠泥石)으로 구성된 흑색 우세대와 석영, 장석으로 구성된 백색 우세대가 뚜렷한 호상 구조를 형성한다. 구성 광물은 사장석, 석영, 흑운모, 녹니석 등이다.

### 운모편암
운모편암(PCEs; Precambrian schist)은 공주시 시가지를 중심으로 금강 남북 곳곳에 대상(帶狀)으로 그리고 여기저기 흩어져서 분포하며 반상쇄설편마상화강암, 흑운모 화강암, 홍색장석화강암, 반암 등의 관입을 받았다. 또한 본 암에는 규암, 결정질 석회암, 흑연편암 등이 협재되어 있는데 이는 본 암류가 이질(泥質) 퇴적물의 변성암이라는 것을 암시한다. 본 암 편리의 주향과 경사는 많은 요곡과 소규모의 파상 습곡 및 관입에 의한 심한 교란으로 장소에 따라 일정하지 않으나 대체로 주향은 북동 30~60°, 경사는 북동 30~70°이다. 본 암은 흑운모, 백운모, 녹니석, 석영, 장석을 주요 성분으로 한다.

### 혼성 편마암
혼성 편마암(mgn; mixed gneiss, 混成片麻巖)은 운모편암과 같은 지역에 분포하며 운모편암과 거의 평행하게 북동 방향으로 대상(帶狀) 분포한다. 이 암석은 운모편암이 주로 화강암류의 관입에 의하여 그 인접부에서 생성된 것이며, 반상쇄설편마상화강암, 편마상 화강암, 흑운모 화강암, 홍색장석화강암, 반암맥의 관입을 받았고 운모편암을 포획하고 있다. 본 암의 엽리는 대체로 운모편암과 비슷하나 북동 30~60°의 주향과 북서 30~70°의 경사를 보이며 관입에 의한 교란으로 국부적으로 다른 엽리의 주향과 경사를 보이기도 한다. 본 암은 회백색 내지 회흑색을 띠며 중립(中粒) 내지 세립의 장석 및 석영과 흑운모 및 녹니석등의 유색 광물로 구성된다.

### 화강암질 편마암
경기변성암복합체 화강암질 편마암은 금강 북쪽 정안면 일대에 넓게 분포한다.

### 반상변정편마암
반상변정편마암은 정안면 북쪽 인풍리를 중심으로 좁은 지역에 분포한다.

### 호상 흑운모 편마암
호상흑운모편마암은 의당면 남부와 공주시 북서부에 분포한다.

## 시대 미상
금강 남쪽 이인면, 계룡면 등에서 선캄브리아기 운모편암(PCEs, mgn)은 반상쇄설편마상화강암, 편마상화강암(ggr, 계룡면과 반포면에 분포), 흑운모 화강암(bgr, 계룡면에 분포), 홍색장석화강암(fgr, 탄천면 북부에 분포), 반암류(Kad, 계룡면과 반포면에 분포)의 관입을 받았으며, 이들 관입암은 시대 미상(未詳), 즉 형성 시기를 알 수 없다.

### 반상쇄설편마상화강암
반상쇄설편마상화강암(pggr; 斑狀碎屑片麻狀花崗巖)은 공주 분지 양쪽인 우성면 보흥리 그리고 금강과 호남고속선 사이 그리고 송선동 등의 지역에 분포한다. 공주 분지 퇴적암류의 기반을 이루며 호상 편마암, 운모편암, 혼성 편마암을 관입하였고 흑운모 화강암, 홍색장석화강암, 반암맥에 의해 관입당했다. 공주 단층선 부근에서는 특히 전단력에 의한 압쇄작용을 심하게 받아 방향성이 현저해지며 특히 이인면 운암리에서는 압쇄작용의 영향을 심하게 받아 소규모 단층면들이 잘 보이며 이런 곳에서는 흑운모가 녹니석화(化)됨이 현저해진다.

### 편마상 화강암
편마상 화강암(ggr; gneiss granite, 片麻狀花崗巖)은 주로 호남고속선 남동부 지역인 계룡면 구왕리, 중장리, 양화리, 하대리, 반포면 상신리 일대에 분포한다. 호상 편마암과 운모편암을 관입하고 흑운모 화강암과 홍색장석화강암 및 반암맥의 관입을 받았다. 본 암은 화강암질이나 장석이 많으며 대체로 조립질이고 흑운모, 각섬석, 녹니석들이 석영, 장석들의 입자를 둘러싸면서 불규칙하게 밀집한다.

## 중생대관입 화강암

### 홍색장석화강암
홍색장석화강암(fgr; pink feldspar granite, 紅色長石花崗巖)은 탄천면 대학리 일대와 계룡산 북동부의 반포면 학봉리 일대에 분포하는 중생대의 화강암이다. 운모편암, 혼성편마암, 반상쇄설편마상화강암, 편마상 화강암을 관입하였으며 반암류의 관입을 받았다. 주요 구성 광물은 석영과 장석이다.

### 반암
반암류(Kad; 斑巖)는 계룡면 내흥리, 구왕리 및 반포면 마암리의 경계 지역, 그리고 마암리와 세종시 금남면 도암리의 경계 지역에 발달한 맥암(脈巖)류이다. 주로 규장암과 석영반암, 화강반암으로 구성되어 있고, 대체로 풍화에 강하여 산능선을 이루어 능선부에 잘 발달하며 절리의 주된 주향은 남-북이고 경사는 대체로 수직이다.

## 중생대공주 분지
공주 분지는 충청남도 공주시와 청양군 일대에 분포하는 소규모의 육성 퇴적 분지로, 중생대 백악기 퇴적암으로 구성되고 경기 지괴와 옥천 습곡대의 경계부에 있다. 음성 분지와 같이 주향 이동 단층계에 의해 형성된 인리형 분지(pull-apart basin)다.
중생대 대보 조산운동 시기에 연성(延性;ductile)전단대로 생성되다가 취성(脆性;brittle)전단대로 바뀌었다. 전단대는 표면에서 주향 이동 단층이 되고 인장력에 의해 공주 분지를 형성하였고, 분지에는 백악기의 퇴적물이 쌓였다. 공주 분지 내의 퇴적층은 밑에서부터 두께) 300~800 m의 역암층(Kcg)과 두께 500 m의 셰일(Ksha)로 구성되며, 이들 지층은 향사 습곡 구조를 형성한다. 이 향사 구조에 의해 북동 주향의 습곡축을 기준으로 셰일층이 안쪽, 역암층이 바깥쪽에 분포하고 지층은 북서 또는 남동 30~75°의 각도로 기울어져 있다.

## 광산과 지하자원
공주 지질도폭(1976)에서는 이 지역에서 일제 강점기에 금과 은이 비교적 활발히 개발되었다고 설명한다. 아래 광산들의 설명은 공주 지질도폭(1976)에 따른다.

### 우성광산
우성광산(牛城鑛山)은 우성면 방흥리에 위치한 금·은광산이다. 일제 강점기에 개발된 이 광산은 선캄브리아기의 호상 편마암(PCEbgn)과 반상쇄설편마상화강암(pggr)의 경계 지역에 분포한다. 1941년과 1942년 각각 978g과 559g의 금을 생산하였으며 주로 4개의 우백질 석영맥을 개발하였다. 광상(鑛床)은 호상 편마암의 엽리면을 따라 주입된 열수 용액의 충전에 의하여 형성된 함금은(含金銀) 석영맥으로서 석영맥의 폭은 50~60 cm에 달하며 황철석, 황동석, 방연석, 자류철석(磁硫鐵石) 등이 수반된다. 은의 함유량은 광산측에서 분석한 결과 40~50g/t이다.

### 금성광산
금성광산(錦城鑛山)은 계룡면 내흥리에 위치한 금, 은, 동을 산출하는 광산이다. 일제 강점기에 개발된 이 광산 주변에는 반상쇄설편마상화강암(pggr)과 운모편암(PCEs), 이들을 관입한 편마상 화강암(ggr)과 반암류(Kad)가 분포한다. 1941년과 1942년에 각각 은 3839g과 1667g을 생산한 바 있으며 대체로 운모편암의 엽리면의 주향에 직각인 북서 20°방향으로 수평 갱도를 개설하여 개발하였다. 광상(鑛床)은 운모편암의 엽리면에 따라 발달하는 함금은(含金銀) 석영맥이나 반상쇄설편마상화강과의 접촉부에 주로 발달하고 있으며 황철석, 황동석, 방연석, 유비철석(硫砒鐵石), 자류철석(磁硫鐵石) 등이 수반된다.

### 진흥광산
진흥광산(進興鑛山)은 계룡면 소계리(巢鷄里)에 소재한다. 1950년 수평 갱도를 개발하였으며 운모편암에 포함된 흑연 광상이다. 이 광상은 탄질퇴적암(炭質堆積巖; carboniferous sediments)이 광역 변성 작용에 의하여 생성된 미립(微粒)의 결정질(結晶質) 흑연광상이며 화강암체(주로 페그마타이트)의 관입부에서 흑연의 부광대(富鑛帶)가 형성되어 있다. 또한 본 흑연 광상에는 우라늄이 약간 함유되어 있으며 Model 115 Super-Sintillator로 측정한 방사능치는 최고 0.11 MR/HR이고 대체로 자연계수 0.009MR/HR의 약 12배이다. 광상의 구성 광물은 결정질 흑연, 석영, 장석, 녹니석화한 흑운모, 황철석, 백운모, 저어콘이다.

## 단층

### 공주 단층

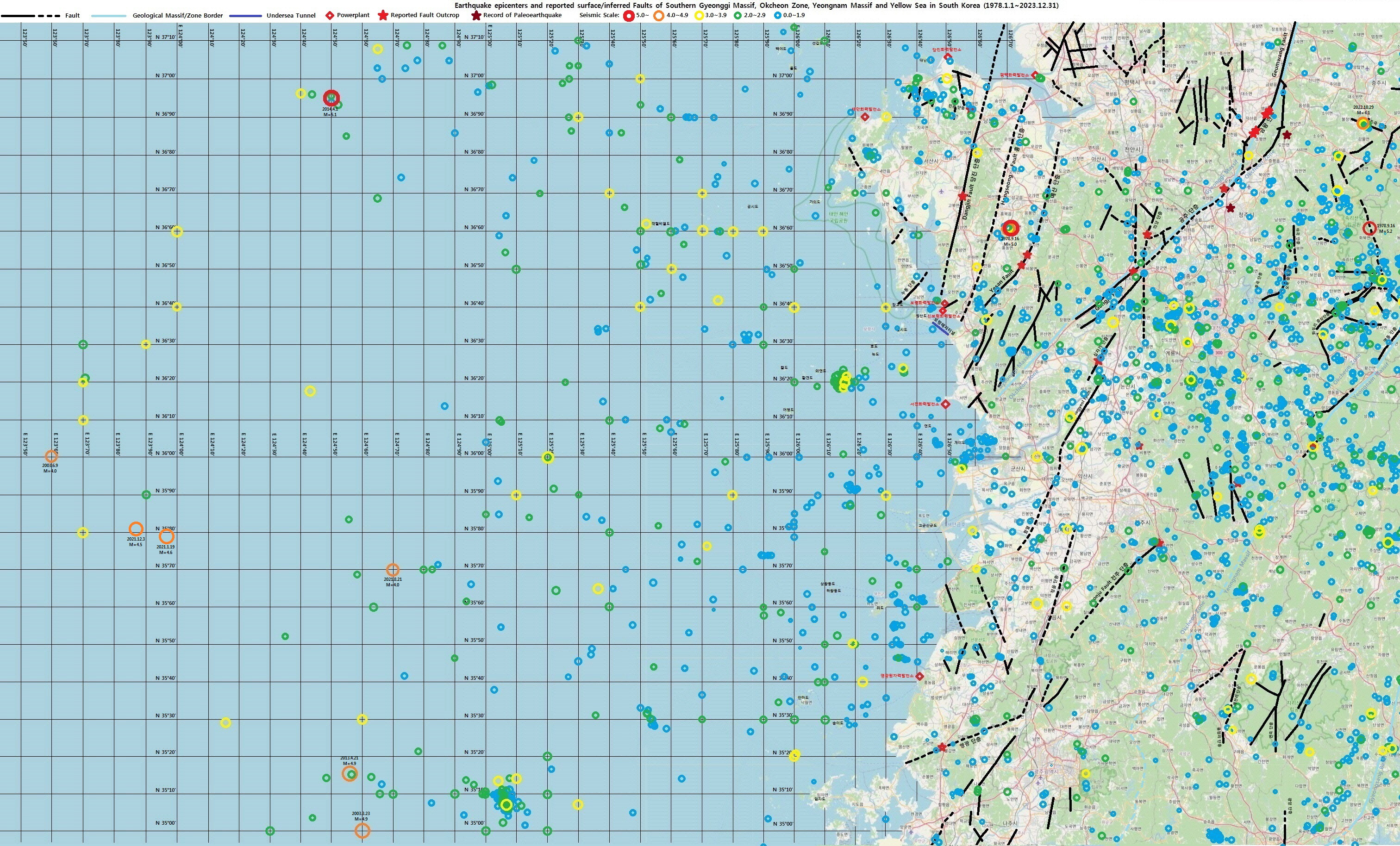
공주시 일대의 단층

공주 단층은 한반도 경기 지괴 남동부, 충청남도 공주 분지를 중심으로 발달한 북동-남서 방향 공주 단층대의 일부로, 공주시에서 청원시 오창읍 등을 거쳐 음성 분지 남동부 경계부까지 이어진 부분을 공주 단층이라 한다. 옥천 습곡대와 경기 지괴의 경계를 형성하며, 제4기동안 활동한 제4기 단층 혹은 플라이스토세의 활성단층이다.

### 의당 단층
의당 단층은 공주시 의당면에서 전의면을 지나 천안시 목천읍 부근까지 이어지는 북북동 방향, 연장 22km의 단층으로, 공주 단층과 교차한다.

### 계룡산단층
계룡산 단층은 한국지질자원연구원의 지질도상에서 공주시에서 계룡산 서쪽을 지나 논산시까지 이어지는 단층으로 표기되어 있으나 금강 이남에서의 단층은 뚜렷하게 관찰되지 않는다. 다만 단층과 같이 남-북 방향의 뚜렷한 선구조가 발달하고 있는 점이 단층의 존재 가능성을 보여주고 있다.

### 십자가 단층
십자가 단층은 충청남도 부여군 세도면 간대리 일대에서 석성면 증산리 (십자가)를 거쳐, 공주시 탄천면 광명리로 이어지는 북동-남서방향의 정단층이며, 총 연장은 25km 정도이다. 이 단층은 옥천습곡대의 북서쪽 경계부에 위치하고 있는 부여분지의 북서쪽 경계단층을 이루고 있다. 연대측정 결과 54만년 전 활동한 제4기 활성단층으로 분류된다.

## 같이 보기
- 한국의 지질
- 대전광역시의 지질
- 논산시의 지질
- 당진시의 지질
- 태안군의 지질
- 금산군의 지질
- 익산시의 지질
- 군산시의 지질
- 한국의 단층
- 공주 단층
- 금왕 단층
- 한국의 지진
- 공주시